# Emilian Kaszczyk
Emilian Kaszczyk (ur. 21 kwietnia 1980) – polski lekkoatleta, skoczek wzwyż.

## Życiorys
Urodził się 21 kwietnia 1980 roku. W latach 1995–2000 uczeń Zespołu Szkół Elektronicznych im. Stanisława Staszica w Zduńskiej Woli.

## Kariera

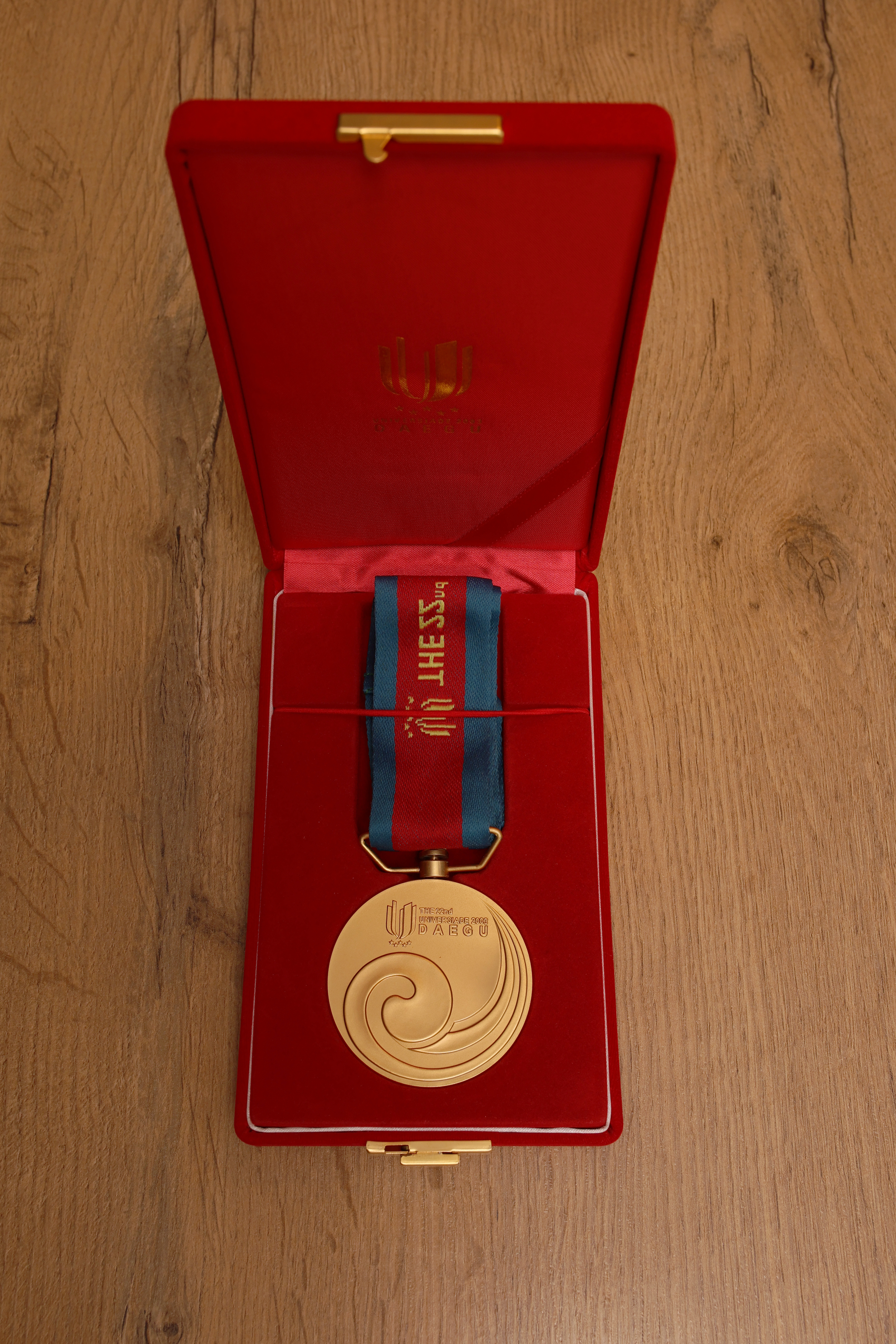
Złoto zdobyte w 2003

W swojej karierze reprezentował m.in. barwy AZS Łódź oraz Resursa Zduńska Wola. Największym sukcesem w jego karierze był złoty medal Uniwersjady, który wywalczył w 2003 w koreańskim Daegu podczas 22. Letniej Uniwersjady skacząc 2,26 m. 

## Rekordy życiowe
Rekord życiowy w skoku wzwyż ustanowił 6 lipca 2003 skacząc w Bielsku-Białej 2,28 m (17. wynik w historii polskiej lekkoatletyki).